# Shariz Ahmad
Shariz Ahmad (* 21. April 2003 in Amsterdam, Niederlande) ist ein niederländischer Cricketspieler, der seit 2022 für die niederländische Nationalmannschaft spielt.

## Kindheit und Ausbildung
Sein Bruder, Musa Ahmed, spielt ebenfalls Cricket für das niederländische Nationalteam.

## Aktive Karriere
Sein Debüt in der Nationalmannschaft gab er im Juni 2022 in einem ODI gegen die West Indies. Kurz darauf folgte sein Debüt im Twenty20-Cricket beim ICC Men’s T20 World Cup Global Qualifier Group B 2022 gegen Papua-Neuguinea. Er war dann an zwei Spielen während des ICC Men’s T20 World Cup 2022 beteiligt, ragte jedoch dort nicht heraus. Im März 2023 konnte er bei der Tour in Simbabwe beim zweiten ODI 5 Wickets für 43 Runs erzielen. Nachdem er Teil des Teams war, das mit den Niederlanden die Qualifikation für die kommende Weltmeisterschaft sicherte, wurde er für den Cricket World Cup 2023 nominiert.